# Чернавка (приток Чулыма)
Черна́вка — река в России, левый приток Чулыма (бассейн Оби), течёт в Красноярском крае.

## География
Длина — 43 км. Протекает по территории Малоимышского сельсовета Ужурского района. Впадает в Чулым в 1713 км от её устья у деревни Большой Имыш.
Населённые пункты на реке: Большой Имыш, Малый Имыш, Ельничная.
Южнее села Малый Имыш имеет заболоченные участки.
У деревни Ельничная в Чернавку впадают три главные притоки, берущие начало на южном склоне горного хребта Солгонский кряж, образующие реку: Поперечка (притоки: Прямая и Березовый), Еловка (притоки: Безымянный и Сухой Лог), Ельничная.

## Данные водного реестра
По данным государственного водного реестра России относится к Верхнеобскому бассейновому округу. Речной бассейн — (Верхняя) Обь до впадения Иртыша. Речной подбассейн — Чулым. Водохозяйственный участок — Чулым от истока до г. Ачинск.
Код водного объекта в государственном водном реестре — 13010400112115200014654.